# Бисерка Краба
Бисерка Краба (енгл. Pearl Krabs) измишљени је лик из Nickelodeon-ове анимиране телевизијске серије Сунђер Боб Коцкалоне. Глас јој даје Лори Ален, а први пут се појавила у епизоди „Шкрипутаве чизме” (1. сезона), која је премијерно приказана 17. септембра 1999. године. Њен лик је створио морски биолог и аниматор Стивен Хиленберг, који је инспирацију за лика који је кит добио док је посматрао китове у океанском институту у Дејна Појнту (Калифорнија).
Бисерка је тинејџерка уљешура која живи у шупљем сидру са својим оцем Евгенијем Крабом, похлепним власником популарног ресторана „Код Кеба Крабе”. Бисерка ће наследити ресторан и постати његова власница када одрасте, а тренутно је запослена у кораловском тржном центру у радњи „Бакина кецеља”. Идентитет и боравиште Бисеркине мајке никада нису откривени. Док допунски материјал везан за серију указује на то да се г. Краба оженио китом који је родио Бисерку, Хиленберг је био строго против откривања ових тврдњи у епизодама.
Критички пријем Бисеркиног лика углавном је позитиван. Њен приказ као детета самохраног родитеља критичари су похвалили као пример способности серије да оспори друштвене норме попут нацрта уже породице. Њен лик је често коришћен у разним производима, попут плишаних играчака и видео-игара, као и на атракцијама у забавним парковима. Такође се појављује и у дугометражном филму Сунђер Боб Коцкалоне филм (2004), бродвејском мјузиклу (2017) базираном на серији, серији Кебино дечије одмаралиште: Сунђер Бобове подмладне године у којој је приказана као новорођенче и серији Шоу Патрика Звезде у којој је мало дете.

## Улога у серији
Пошто је она кит, а већина других ликова су мали организми из зоне плиме, Бисерка је приказана као веома висок и тежак лик. Њена величина у поређењу са другим ликовима често се користи за визуелне подвале; на пример, способна је да продрма читав ресторан „Код Кеба Крабе” када скочи, а може и да испуни читаву просторију сузама када плаче. Подови у кући господина Крабе опремљени су чеповима за одвод, тако да вода из куће може да се испразни након што Бисерка заплаче или испусти млаз воде из дисајног отвора. Где год да крене, њени кораци се чују гласно и изазивају лагане потресе на тлу.
Господин Краба покушава да заинтересује Бисерку да ради у ресторану „Код Кеба Крабе” — њиховом породичном бизнису — али она не жели да ради тамо док не заврши средњу школу, јер верује да би је то лишило друштвеног живота. Упркос томе, она управља рестораном када њен отац није у могућности, а по потреби замењује и друге раднике. Она ће наследити ресторан и очево богатство када одрасте. Будући да је уљешура, Бисерка има највећи мозак међу свим становницима Коралова и надарена је за математику. Господин Краба покушава то да искористи тако што би је поставио за књиговођу ресторана.
Бисеркине омиљене активности су дружење у кораловском тржном центру и коришћење очеве кредитне картице за куповину свега што је тотално „корално” (кораловски сленг за „кул”). Господин Краба не одобрава Бисеркину огромну потрошњу, али без обзира на то плаћа њене ствари како не би разочарао своју ћерку. Бисерка је запослена као помоћница у „Бакиној кецељи” — продавници за пензионере смештеној у подножју тржног центра.

### Порекло
Разлика у врстама између Бисерке и њеног оца ни у једној епизоди није директно објашњена, али су произвођачи робе везане за серију и чланови продукцијске екипе изјавили да је господин Краба био ожењен китом који је родио Бисерку. Књига везана за серију, коју је 2000. године написао бивши сценариста Сунђер Боба Дејвид Фејн, наводи да је Бисерка „повукла на своју мајку” што имплицира да је она биолошки потомак господина Крабе и кита. Према речима креативног режисера Винсента Волера, Стивен Хиленберг је примио многа писма у којима се тражи прича о Бисеркином пореклу, али је он био „строго против решавања мистерије” како се она придружила породици Краба. Сценослед епизоде која се фокусира на Бисеркино порекло је написан и започета је фаза почетног развоја епизоде, али је она одложена на неодређено време због Хиленберговог неодобравања.
Бисеркино име и одлука да се прикаже као лик без мајке, били су омаж изразу „мајка бисера”, који се односи на унутрашњи део кућица неких морских шкољки. Господин Краба користи овај израз када се запрепасти, на сличан начин на који се користи израз „мајко Божија” — што такође може да се протумачи као референца на одсуство Бисеркине мајке. Његова употреба овог израза само када је уплашен или шокиран навела је неке гледаоце да помисле да се нешто трагично десило госпођи Краби.
На Dragon Con-у 2016, Лори Ален и Роџер Бампас су се у улози Бисерке и Лигњослава бавили питањем Бисеркиног порекла. У скечу, Лигњослав пита Бисерку да ли је усвојена. Бисерка му не даје конкретан одговор, већ одговара како постаје емотивна када се прича о тој теми. Касније, на истом догађају, глумци су разговарали о нестанку Бисеркине мајке. Аленова је потврдила да је боравиште госпође Крабе тајно, а Бампас се нашалио да је одведена у океанаријум, рекавши: „Две речи: Морски свет.”

## Лик

### Креирање и дизајн
Бисерка је била један од првих пет ликова које је Стивен Хиленберг створио за Сунђер Боба. Њена концептуализација је укорењена за време Хиленберговог рада као предавача на океанском институту у Дејна Појнту (Калифорнија). Сценариста Алан Нојвирт описао је океански институт као Хиленбергову „прву станицу на путу ка Сунђер Бобу Коцкалонеу”, јер га је инспирисала за развој многих ликова; на Хиленбергову одлуку да у серију укључи лика који је кит утицали су његов редовни надзор посматрања китова и изложба скелета китова одржани у институту. Хиленбергова оригинална скица Бисерке у серијској библији садржала је репна пераја и кикице, који су избачени из њеног коначног дизајна. Господин Краба и Бисерка су у почетку имали подударајућу жуту и наранџасту одећу, али су им пре почетка продукције прве епизоде дате индивидуалне боје одеће.
Хиленберг је направио Бисерку другом врстом од њеног оца јер је желео да сваки од главних ликова буде другачија врста животиње. Када је први пут развијао ликове, Хиленберг је желео да Бисерка и господин Краба путују градом у чамцомобилу (камп-приколици) са повезаном приколицом величине кита; овај елемент је додат у серију, али је коришћен само неколико пута у првој сезони. Одлука да господин Краба и Бисерка живе у сидру донета је након што је продукција прве сезоне већ кренула. Оригинална мапа поставке серије, коју је Хиленберг показао руководиоцима Nickelodeon-а као део свог обраћања мрежи 1997. године, није укључивала кућу у облику сидра, већ су уместо у њој оба лика смештена да живе у ресторану „Код Кеба Крабе”.
Хиленберг је првобитно планирао да Бисерка и господин Краба буду углавном одвојени ликови, са специфичним епизодама посвећеним сваком лику појединачно. Ово се десило у неколико старијих епизода, попут епизоде „Каваљер”, али су сценаристи сматрали да је природније да укључе господина Крабу у приче усредсређене на Бисерку. Хиленберг је ово сматрао највећом разликом између серије и онога што је првобитно замислио. Историчар анимације Џери Бек изјавио је да је Бисерка доживела „пробијајућу” улогу у епизоди „Под Бисеркином командом”, коју он сматра епизодом која је најбоље приказала Бисерку као једног од главних ликова серије.

### Глас
Бисерки глас у серији, дугометражним филмовима и видео-играма позајмљује америчка глумица Лори Ален. Током њене аудиције за улогу, приказана јој је скица Бисерке са другим главним ликовима. Приметила је како је Бисерка много већа од осталих ликова и одлучила је да то прикаже у њеном гласу тако што ће га учинити дубоким и са пуним тоном. Такође је циљала и ка томе да произведе звук ниских вокализација китова, а да истовремено звучи „размажено и симпатично”. У интервјуу за AfterBuzz TV, Аленова је истакла како је знала да Бисерка „мора помало да звучи као дете”, али да јој је у исто време потребан и „ненормално велики глас”.
Бисеркина узречица „Daddy!” (срп. Татице!) развијена је током ране продукције прве сезоне, али је почела да се користи тек у каснијим епизодама. Сценарио из којег су глумци читали током пробе имао је ову узречицу написану са свим великим словима и продуженим првим слогом („daaaaddy!”), како би Аленова знала да за тај део текста треба да употреби посебан нагласак. Роџер Бампас, глас Лигњослава Пипка, описао је Аленину изведбу Бисеркиног гласа „јединственом и дивном, баш како би она требало да звучи... Нико други не би извукао тинејџерку каква је Бисерка.”

## Пријем

### Критички одговори
Бисеркин лик је остварио велику популарност и признање критичара. У рецензији првог званичног трејлера за филм Сунђер Боб Коцкалоне филм: Сунђер на сувом (2015), Викторија Макнали из The Mary Sue-а рекла је како је Бисерка њен омиљени лик и да је била разочарана што је није видела у трејлеру. Написала је „ако успеју да додају Бисерку негде у заплету, повући ћу све што сам рекла о овом филму. Можда би могла да се нађе на обали, не знам. Бисерка је најбоља.” Џозеф Фој, аутор романа SpongeBob SquarePants and Philosophy, сматра да је тешко не саосећати се са Бисеркином ситуацијом јер она верује да је „њеном оцу новац важнији од ње”, али „ми, гледаоци, знамо другачије”. Пол Мавис из DVD Talk-а је у својој рецензији Легенди Коралова написао како је Бисерка „иритантно смешна”. Године 2013, Хосе Антонио Гомез Марин из El Mundo-а је рекао како осећа да Бисерка доноси лако препознатљив младалачки тон у серију.
Попут њеног оца, Бисерка се такође сматра стереотипним ликом; Шерон Лем и Лин Микел Браун су у својој књизи Packaging Girlhood из 2007. године написале да је Бисерка типична „girly girl” (девојка која је представљена на традиционално женствен начин). Истраживање савезне канцеларије за родну равноправност у Мексику, El Instituto Nacional de las Mujeres, показало је да се Бисеркина улога понекад ослања на карактеристике које су стереотипне за жене, попут сујете и материјализма.
У чланку за часопис Complex, Деби Енкалада је похвалила серију због супротстављања друштвеним нормама; приказ породице Краба као једнородитељске посебно је наглашена као „субверзивност серије да суптилно доведе у питање идеју уже породице”. Психолог Стив Хариман се у својој књизи Absorbing SpongeBob (2005) бавио динамиком породице Краба. Он скрће пажњу на недостатак објашњења за различитост врсте између господина Крабе и Бисерке и напомиње да гледаоци схватају да је породица Краба „растурена” тек након гледања неколико епизода. Он такође доводи у питање одлуку да се једина епизода која се директно бави „патологијом породице” — „Мој друг је глупан” — фокусира на Патрикову, а не Бисеркину породицу. У својој рецензији треће сезоне, Брајан Поуп са веб-сајта DVD Verdict назива господина Крабу и Бисерку (као и девојку господина Крабе, госпођу Пуфну, за коју је мислио да је његова жена) једном од „породица које му изазивају највећу главобољу”.

### Теорије фанова
Одсуство Бисеркине мајке изазвало је мноштво спекулација међу гледаоцима још од самог почетка серије. Различите теорије фанова о томе како је Бисерка постала ћерка господина Крабе постале су популарне на интернету. Џон Негрони, аутор књиге „The Pixar Theory”, изнео је теорију да је страх господина Крабе од удица у епизоди „Удице” резултат тога што је Бисеркину мајку убила једна. Друга теорија, коју је изнео часопис Metro UK, говори да је тајни састојак Кебине пљескавице заправо китово месо настало од некадашње госпође Крабе. У мају 2017, BuzzFeed је објавио анализу о томе како Бисерка можда зове господина Крабу „татицом” јер је он њен „sugar daddy”, а не биолошки отац. У чланку се наводи да је теорија ипак немогућа у склопу универзума у којем се радња серије одвија, али је она доживела „поновни раст популарности” на Твитеру, када је једна објава везана за ову теорију добила више од 53.000 лајкова у року од три дана.

## Други медији
Бисеркин лик је представљен у оквиру разних производа попут плишаних играчака, видео-игара, стрипова и картица за мењање. Скулптура ресторана њеног оца — „Код Кеба Крабе” — која садржи костимирану маскоту Бисерке и аниматроник господина Крабе, редовно је присутна на недељној „Сунђер Боб Коцкалоне” паради у Морском свету у Аустралији. Инди рок група Yo La Tengo је 2011. године извела уживо верзију рекламе господина Крабе и Бисерке из епизоде „Баш као на телевизији” у „Позоришту El Rey” у Лос Анђелесу (Калифорнија). Концерт је био у склопу прве турнеје бенда, а глумили су Ајра Каплан (г. Краба) и Лаура Крафт (Бисерка). Били Гил из L.A. Record-а похвалио је изведбу у својој рецензији. Епизода „Major League of Extraordinary Gentlemen” хумористичке серије Robot Chicken укључује скеч у којем глуме г. Краба и Бисерка. Сегмент у којем се они појављују, анимиран у стоп-моушону као и већина других скечева у серији, приказује господина Крабу како користи крабље ноге као тајни састојак Кебине пљескавице. Пре но што је разоткривен како послужује канибалску храну, Бисерка је приказана како без имало сумње једе пљескавице. Неколико песама на саундтрек албуму The Best Day Ever (2006) садржи вокалну изведбу Лори Ален у улози Бисерке. Скеч „Pearl Krabs aka Caller #5!” приказује разговор између Бисерке и ди-џеја, којем глас позајмљује радијска личност Џери Блават.

### Бродвејски мјузикл
У Бродвејском мјузиклу из 2017. базираном на Сунђер Бобу, који је премијерно приказан у Palace Theatre у Њујорку, Бисеркину улогу игра Џејлен Кристина Ли Џоси. Њена одећа у мјузиклу била је инспирисана одећом анимиране верзије њеног лика — укључује униформу за навијачице, афро фризуру стилизовану у облик Бисеркине главе и пар патика са високим ђоном које представљају Бисеркино гласно корачање које је присутно у серији. У мјузиклу, приказано је како господин Краба планира да постави Бисерку за новог менаџера „Код Кеба Крабе”, а не Сунђер Боба. Међутим, она планира да постане певачица рок бенда и показује узнемиреност што њен отац не поштује њене жеље и снове. Након тога, заједно са господином Крабом пева дует под називом „Daddy Knows Best”, оригиналну композицију Алекса Иберта која наглашава разлике између ова два лика.
Џосино извођење Бисерке било је хваљено од стране критичара, а неки од њих су нагласили како се од свих ликова она посебно истакла у мјузиклу. Часопис Entertainment Tonight је прогласио Џоси једном од осам најбољих нових бродвејских извођача 2017. године, написавши да се нико од других нових извођача који су се нашли у мјузиклу „нису били импресивни колико је Џоси, која је са својих 18 година буквално упала на сцену као тинејџ кит Бисерка.” Фери Џош са „BroadwayBox.com” укључио је Бисеркино извођење „Daddy Knows Best” на списак његових 15 омиљених бродвејских песама 2017, назвавши га „ретким тренутком рађања звезде... ово је за Џози оно што је песма Miss Marmelstein била за младу Страјсендову.” Џо Розентал је за часопис Vice написала да је „Џоси умало украла цео шоу у улози Бисерке, а њен глас је изазивао одушевљење публике док се она жалила на похлепу свог оца, господина Крабе.” Кејси Кертис из New York Theatre Guide рекао је да је Џосин глас „био толико дивно снажан и јасан да су ми засузиле очи.” Изабела Биденхарн је за Entertainment Weekly рекла да је Џосина изведба Бисерке „вокална електрана”, а Сидхант Адлаха је за Birth.Movies.Death. рекао да је „сваки солистички део који је она имала тренутак за посматрање.” Пријем код публике је такође био позитиван; у анализи коментара деце која су присуствовала мјузиклу, Newsday је известио да је Бисеркин лик био „део шоуа у којем су сви уживали” и да је Џосино вокално извођење „био изванредан додатак.”